# 高桥北站 (辽宁省)
高橋北站是位於中华人民共和国遼寧省葫蘆島市南票區高橋鎮的一座在建鐵路車站，经过铁路为京哈铁路（秦沈客运专线），是瀋陽局集團管轄車站，站台规模为2台4线，預留辦客條件。